# Jacqueline Courtney

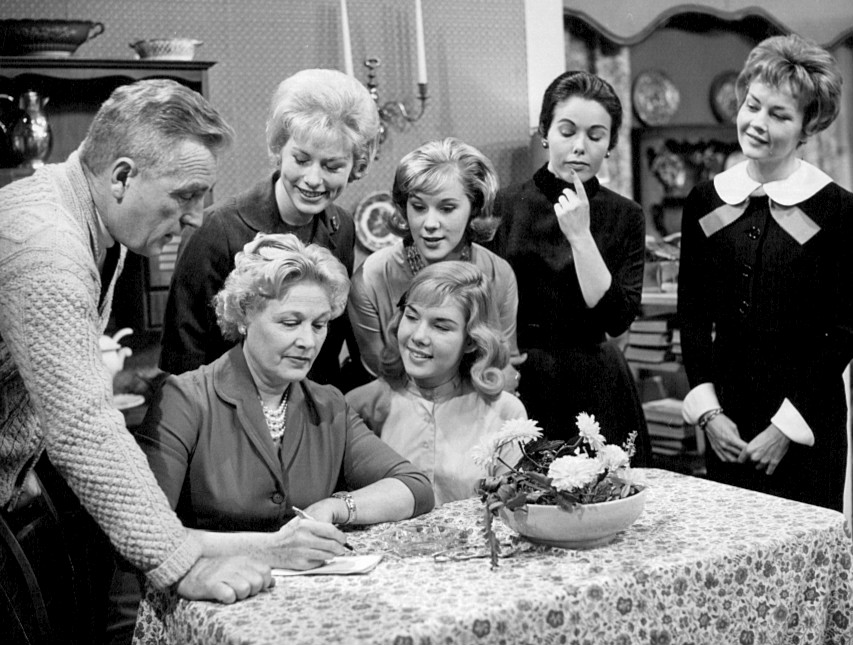
Courtney (seated beside Esther Ralston) in Our Five Daughters (1961)

Jacqueline Courtney (nombre de nacimiento, Sharon Courtney; 24 de septiembre de 1946 – 20 de diciembre de  2010) fue una actriz de televisión estadounidense, conocida por sus trabajos en las soap operas.

## Biografía
Su primera aparición en televisión fueron en 1951 cuando actuó en WAAT en Newark. Después de unas breves apariciones en la series The Edge of Night y Our Five Daughters, Courtney se hizo famosa en Estados Unidos por su papel como Alice Matthews Frame en Another World. Interpretó este papel desde su debut en mayo de 1964 hasta julio de 1975. En la década de los 60, que el triángulo Alicia / Steve / Rachel se convirtió en una de las historias más populares del día, la emparejaron con George Reinholt como el carismático Steve Frame y ponerla en una rivalidad con "chica mala"  Rachel Davis, interpretada en ese momento por Robin Strasser y más tarde por Robin Strasser Victoria Wyndham. En 1973, Courtney recibió el premio a la mejor actriz, reconocimiento en The First Annual Afternoon TV Writers And Editors Awards.
En 1975, Courtney y Reinholt fueron despedidos, alegando en "motivos de guion." Harding Lemay esctribió en sus memorias, Eight Years in Another World, que Courtney fue despedida porque era una mala actriz que se negaba a aprender las líneas escritas, aunque tenía una gran popularidad entre la audiencia de telenovelas. Después de ser despedido por el productor Paul Rauch, Courtney empezó a trabajar con la One Life to Live de Pat Ashley, donde se reunió con George Reinholt, interpretando a Tony Lord. En 1979, justo cuando Courtney estaba involucrada en una historia que involucraba a una hermana gemela psicótica, Maggie, Robin Strasser se unió al reparto como Dorian Lord. Courtney permaneció en el programa hasta septiembre de 1983, cuando la cadena la despidió justo antes de traer a Paul Rauch como productor.
Courtney limó sus diferencias con "Another World" y comenzó de nuevo en el programa como Alice en el programa del 20 aniversario en mayo de 1984. Interpretó el papel hasta el año siguiente, cuando fue despedida debido a la falta de historia para el personaje. En 1989 volviói por el 25º anniversario por el funeral de Mackenzie Cory. Después de un pequeño papel como madame Diane Winston en la serie Loving de 1987, Courtney se retiró de la actuación, aunque aparecería junto a Reinholt, en el especial 50 Years of Soaps: An All-Star Celebration de 1994.
Courtney moriría el 20 de diciembre de 2010, a los 64 años a causa de un melanoma metastática.

## Televisión

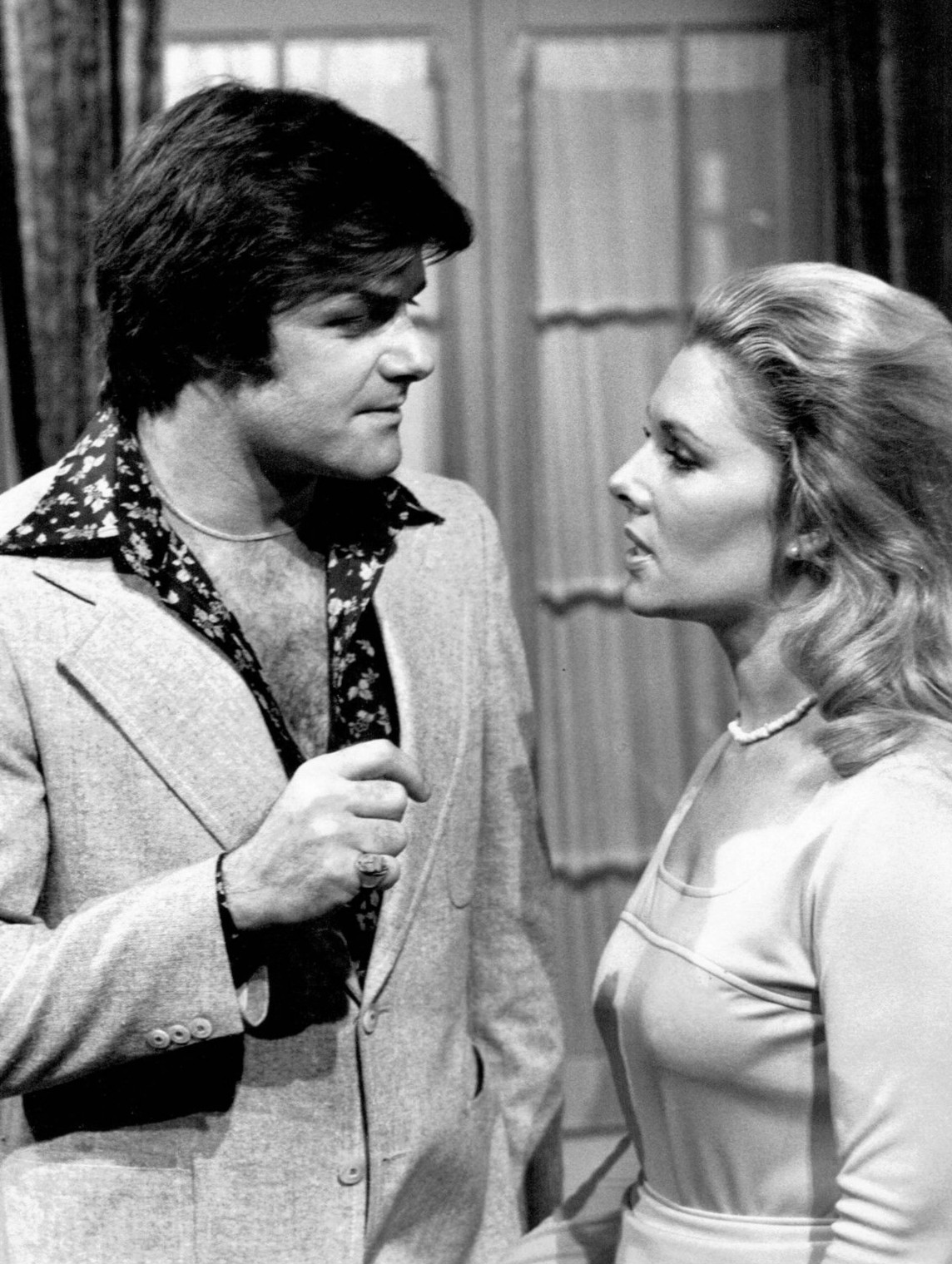
Con George Reinholt en Another World

- The Edge of Night (Kitty DeMarco) [1958]
- The Edge of Night (Viola Smith) [1961]
- Our Five Daughters (Ann Lee) [1962]
- This Is the Life episode "Karen's Fears" [1962]
- Route 66 episode "Same Picture, Different Frame" [1963]
- The Doctors [1963]
- Route 66 episode "Follow the White Dove with the Broken Wing" [1964]
- Another World (Alice Matthews Frame) [1964–1975, 1984–1985, 1989]
- One Life to Live (Patricia Kendall) [1975–1983]
- Loving (Diane Winston) [1987–1988]